# توأمة مدن
توأمة المدن هو أساسا الاتفاق بين مدينتين على التعاون في مختلف المجالات والأمور التي تعني التجمعات السكنية المدنية.

## نبذة

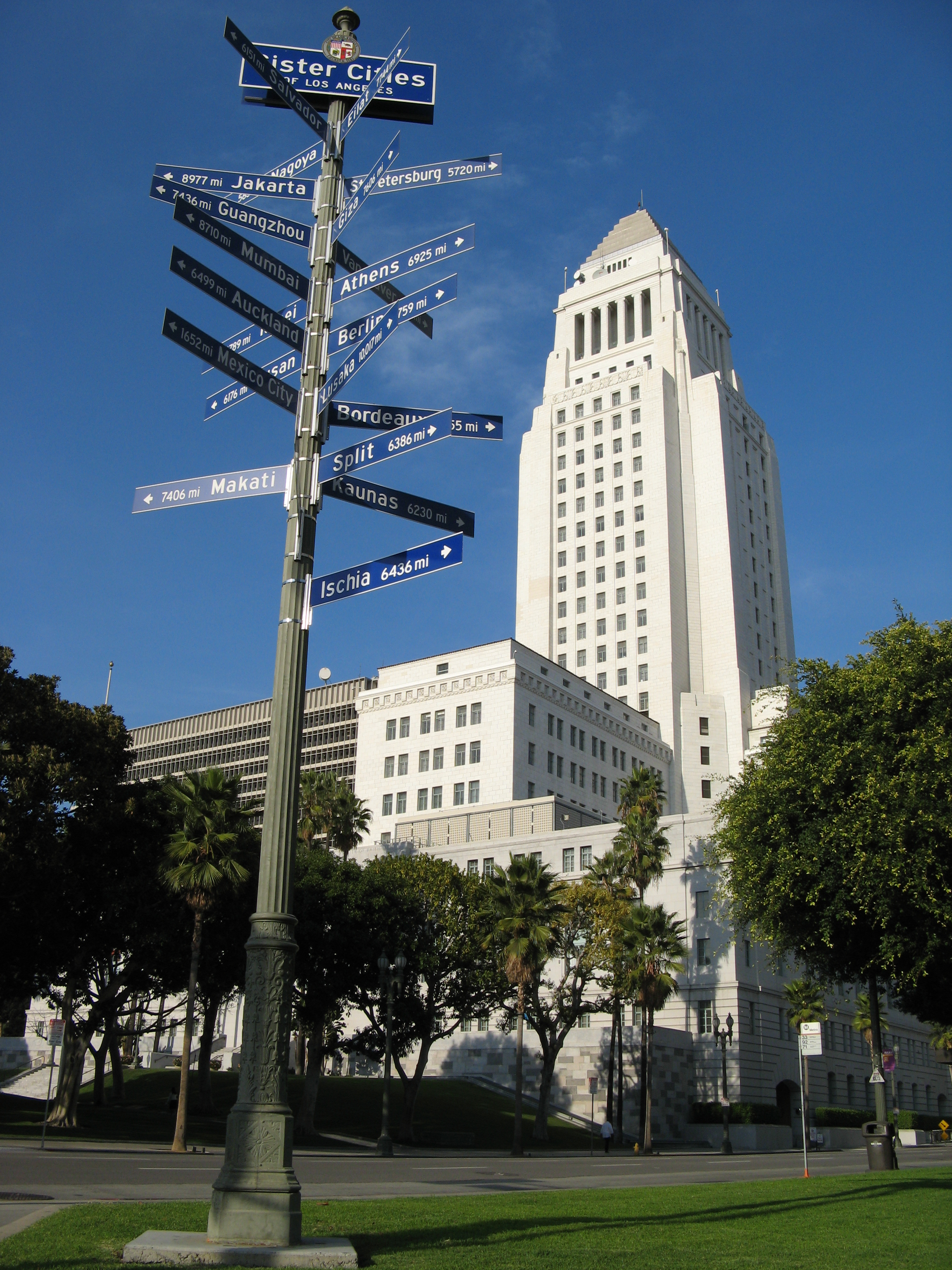
مَعلم في لوس أنجليس بولاية كاليفورنيا في الولايات المتحدة يُظهر المدن التوأمة لها وتشير الأسهم إلى الجهات الجغرافية التي تقع باتجاهها كل مدينة.

وهي اتفاقية تعاون بين مدينتين، يوقع عليها عادة صاحب أعلى سلطة في كلا المدينتين. يقوم فريق من كلا المدينتين بإعداد بنود الاتفاقية، ثم في احتفال إما في إحدى المدينتين أو في كليهما بالتناوب، يوقع عن كل مدينة عمدتها أو مدير بلديتها أو أمينها وهو منصب يعرف باللغة الإنجليزية Mayor.

## فوائد التوأمة
عادة تشمل هذه الاتفاقية نقاط تحدد مدى وشكل التعاون بين المدينتين في تبادل المعلومات والخبرات والحلول. كما تكون عادة المدينتان مرتبطتين عبر خطوط الطيران بصور مباشرة رغم أن هذا ليس شرطا ضروريا. ونسبيا يكون السفر بينهما سهلا.
ويعد تاريخ التوقيع على هذه الاتفاقية تاريخ بداية التوأمة. في دول العالم العربي ترعى منظمة المدن العربية اتفاقات التوأمة.

## وصلات الخارجية
- أمثلة على التوأمة